# Tonnerre sur la frontière
Pour plus de détails, voir Fiche technique et Distribution.
Tonnerre sur la frontière (Winnetou und sein Freund Old Firehand) est un film allemand réalisé par Alfred Vohrer, sorti en 1966.

## Fiche technique
- Titre original : Winnetou und sein Freund Old Firehand
- Réalisation : Alfred Vohrer
- Scénario : Harald G. Petersson, C.B. Taylor, David DeReszke, d'après le roman de Karl May
- Photographie : Karl Löb
- Musique : Peter Thomas
- Montage : Jutta Hering
- Décors : Vladimir Tadej
- Costumes : Irms Pauli et Helmut Preuss
- Pays d'origine : Allemagne de l'Ouest
- Format :
- Genre :
- Durée : 98 minutes
- Date de sortie :

## Distribution
- Rod Cameron : Old Firehand
- Pierre Brice : Winnetou
- Marie Versini : Nscho-tschi
- Todd Armstrong : Tom
- Harald Leipnitz : Silers
- Nadia Gray : Michèle Mercier
- Viktor de Kowa : Robert Ravenhurst
- Rik Battaglia : Capitaine Mendozza
- Mihail Baloh : Capitaine Quilvera
- Todd Armstrong : Tom
- Vladimir Medar : Caleb
- Jörg Marquardt : Jace Mercier
- Walter Wilz : Billy-Bob Silers
- Dušan Antonijević : Leon Mercier
- Aleksandar Gavrić : Derks
- Emil Kutijaro : Puglia
- Ilija Ivezic : Moses